# Just a Game
Just a Game è il terzo album del gruppo musicale Triumph, pubblicato nel 1979.

## Tracce
1. "Moving On" (Moore) – 4:07
2. "Young Enough to Cry" (Moore) – 6:03
3. "American Girls" (Moore) – 5:01
4. "Lay it on the Line" (Emmett) – 4:02
5. "Suitcase Blues" (Emmett) – 3:01
6. "Just a Game" (Emmett) – 6:13
7. "Fantasy Serenade" (Emmett) – 1:39
8. "Hold On" (Emmett) – 6:04

## Formazione
- Gil Moore - batteria, voce
- Mike Levine - basso, tastiera, cori
- Rik Emmett - chitarra, voce